# Edward James Gay (1878–1952)
Edward James Gay (ur. 5 maja 1878, zm. 1 grudnia 1952) – amerykański polityk związany z Partią Demokratyczną.
W latach 1918–1921 był senatorem Stanów Zjednoczonych z Luizjany.
Jego dziadek, również Edward James Gay, reprezentował stan Luizjana w Izbie Reprezentantów Stanów Zjednoczonych.